# Miklós Szabó (middellangeafstandsloper)
Miklós Szabó (Boedapest, 6 december 1908 – aldaar, 3 december 2000) was een Hongaars middellange- en langeafstandsloper. Hij werd de eerste Europese kampioen op de 800 m. Bovendien nam hij eenmaal deel aan de Olympische Spelen, maar veroverde bij die gelegenheid geen medailles. Szabó vestigde wereldrecords op de tegenwoordig incourante afstanden van 2000 m en 2 Engelse mijl en een Europees record op de 1500 m. 

## Loopbaan
Szabó nam in 1934 deel aan de eerste Europese atletiekkampioenschappen en behaalde hier, naast zijn gouden medaille op de 800 m, zilver op de 1500 m.
Twee jaar later, tijdens de Olympische Spelen van 1936 in Berlijn, nam hij opnieuw deel aan beide evenementen. Ditmaal eindigde hij in zijn halve finale op de 800 m als vierde. Op de 1500 m bereikte hij de finale wel; hierin finishte hij als zevende.

## Persoonlijke records
| Onderdeel      | Prestatie        | Datum             | Plaats    |
| -------------- | ---------------- | ----------------- | --------- |
| 800 m          | 1.52,0 s         | 1934              |           |
| 1500 m         | 3.48,6 s (ex-AR) | 1934              |           |
| 2000 m         | 5.20,4 (ex-WR)   | 4 oktober 1936    | Boedapest |
| 2 Eng. mijl    | 8.56,0 (ex-WR)   | 30 september 1937 | Boedapest |
| 5000 m         | 14.33,8          | 1937              |           |
| 3000 m         | 8.17,8           | 1937              |           |
| 10.000 m       | 30.47,2          | 1940              |           |
| 3000 m steeple | 9.39,6           | 1941              |           |

## Palmares

### 800 m
- 1934:  EK - 1.52,0
- 1936: 4e in ½ fin. OS - 1.55,1

### 1500 m
- 1934:  EK - 3.55,2
- 1936: 7e OS - 3.53,0